# Piacenza Calcio 1919
Il Piacenza Calcio 1919 S.r.l., meglio noto come Piacenza, è una società calcistica italiana con sede nella città di Piacenza. Milita in Serie D, quarta serie del campionato italiano di calcio.
Originariamente fondato nel 1919, ha partecipato a otto campionati nella massima serie tra il 1993 ed il 2003, con la particolarità di schierare fino al 2001 esclusivamente giocatori italiani. Nel 2012 una fase di grave crisi finanziaria è culminata nel fallimento giudiziario con conseguente radiazione decretata dalla FIGC il 21 giugno 2012. A seguito di questi eventi, la società dilettantistica piacentina LibertasSpes ne ha acquisito il marchio in affitto dal Comitato Salva Piace ed ha mutato il nome e i propri colori sociali, partecipando come Lupa Piacenza al campionato di Eccellenza Emilia-Romagna 2012-2013 e quindi assumendo la denominazione Piacenza Calcio 1919 a partire dal 2013.

## Storia

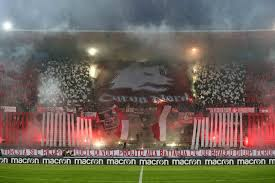
Coreografia degli ultras piacentini in occasione di Piacenza-Entella nella Serie C 2018-2019

### Dalla nascita alla seconda guerra mondiale
Il Piacenza Football Club nasce nel 1919 come fusione di due società formate in prevalenza da studenti, la Giovine Italia e la Unione Football Club Piacenza; il primo presidente è il diciottenne studente Giovanni Dosi. Dopo l'affiliazione alla Federazione il club si iscrive al campionato regionale di Promozione emiliana scegliendo come colori sociali il bianco e rosso, ovvero i colori della città; capitano è il milanese Mario Giumanini. Al debutto il Piacenza vince il suo campionato davanti a Parma e SPAL, ottenendo la promozione.
Nelle due annate successive la squadra gioca altrettanti campionati di Prima Categoria (1920-1921 e 1921-1922, quest'ultimo nei quadri della FIGC), venendo sempre eliminata nel girone emiliano; nel 1922 il Piacenza retrocede in Seconda Divisione in seguito agli spareggi relativi al Compromesso Colombo.
A partire dal 1922 si assesta nei campionati di Seconda Divisione, che nel 1926 scende al terzo livello del calcio italiano. Nella stagione 1926-1927 il club debutta in Coppa Italia, venendo eliminato dal Torino che si impone con il punteggio di 9-0. Una formale promozione arriva nel campionato 1927-1928, con l'ex nazionale italiano Francesco Mattuteia nel ruolo di allenatore-giocatore; le riforme dei campionati volute dal presidente della FIGC, Leandro Arpinati, però, rendono sostanzialmente ininfluente l'accesso alla Prima Divisione, declassata al terzo livello del calcio italiano.
Nel campionato 1930-1931 il Piacenza sfiora la promozione in Serie B, che sfuma a causa della ripetizione di due partite contro Forlì (inizialmente vinta) e Reggiana (pareggiata) a causa di errori tecnici dell'arbitro. Le ripetizioni portano due sconfitte che fanno scivolare il Piacenza dal primo al terzo posto. Nelle annate successive il Piacenza, allenato da Carlo Corna, manca per altre due volte la promozione: nel campionato 1933-1934 giunge terzo nel girone finale per l'ammissione alla serie cadetta, mentre nel 1937-1938 i biancorossi arrivano primi a pari merito col Fanfulla, e nello spareggio promozione a Pavia vengono sconfitti per 2-1 dai lombardi.

### 1945-1983: tra Serie B e Serie C
Nel 1945 il Piacenza viene ammesso al campionato di serie mista B-C, e l'anno successivo disputa il suo primo campionato di Serie B. Nella stagione 1947-1948 si classifica undicesimo nel girone B della serie cadetta, e a causa del riordino dei campionati fa ritorno in Serie C, iniziando un periodo lungo quarant'anni trascorso prevalentemente nella terza serie. Nel campionato 1951-1952 i biancorossi sfiorano il ritorno in Serie B: concludono al primo posto il proprio girone, ma nel raggruppamento finale (Cagliari, Toma Maglie e Vigevano) per designare l'unica squadra promossa dalla Serie C giungono secondi dietro al Cagliari. Nasce in quell'anno l'appellativo Papaveri, coniato dal giornalista Giulio Cattivelli con riferimento alla canzone di Nilla Pizzi "Papaveri e Papere".
Ammesso alla nuova Serie C a girone unico, al termine della stagione 1955-1956 il Piacenza viene retrocesso in IV Serie a causa di una presunta combine col Piombino che la federazione riconosce come illecito sportivo; in questa stagione si segnala il bomber di scuola milanista Gastone Bean, che realizza 23 reti in 21 partite. Dopo due stagioni in IV Serie, nel 1958 i biancorossi ritornano in Serie C annoverando tra le loro file i fratelli Albino e Giancarlo Cella. Nel campionato 1960-1961, tuttavia, la squadra retrocede nuovamente dopo aver cambiato tre allenatori (Július Korostelev, Dario Cozzani e Sergio Rampini), e per due stagioni consecutive manca la promozione sotto la guida di Ivano Corghi, perdendo nel 1963 gli spareggi contro Solbiatese e Rovereto. Il Piacenza lascia definitivamente la Serie D nella stagione 1963-1964 sotto la guida dell'ex capitano dei "Papaveri" Francesco Meregalli, che l'anno successivo conduce la squadra al sesto posto in Serie C.
Nel 1966 torna a Piacenza Sandro Puppo, già giocatore dei biancorossi negli anni trenta e medaglia d'oro alle Olimpiadi di Berlino: dopo una prima stagione di assestamento, nel campionato 1967-1968 viene sostituito da Leo Zavatti, che conduce la formazione piacentina al secondo posto dietro al Como. La promozione arriva nella stagione successiva, quando sotto la guida di Tino Molina e la presidenza di Vincenzo Romagnoli il club emiliano torna dopo vent'anni in Serie B. Si completa in quell'anno anche la costruzione del nuovo stadio Comunale, che sostituisce la struttura di Barriera Genova inaugurata nel 1920.

Una formazione del campionato di Serie C 1974-1975.

L'esperienza tra i cadetti dura una sola stagione: la formazione allenata da Enrico Radio vince le prime due partite e si trova in testa alla classifica, ma in seguito entra in crisi di risultati e Radio viene sostituito da Bruno Arcari. Il Piacenza, battuto in casa per 5-0 dal Varese, retrocede all'ultima giornata, e rimane in Serie C fino al 1974-1975, quando ottiene una nuova promozione sotto la presidenza di Luigi Loschi e la guida di Giovan Battista Fabbri, che porta in Italia il gioco all'olandese; il centravanti Bruno Zanolla è capocannoniere del campionato. Anche in questo caso arriva un'immediata retrocessione, causata da cinque sconfitte consecutive nelle ultime cinque gare, e nelle stagioni successive, pur mantenendosi costantemente a ridosso della zona promozione, non riuscirà a ritornare in Serie B.

Una formazione del campionato di Serie C 1977-1978.

Nel 1978, con la riforma dei campionati, il Piacenza viene inserito in Serie C1, categoria che manterrà fino alla stagione 1982-1983. La stagione, travagliata da problemi societari, economici e tecnici (si alternano sulla panchina biancorossa Pier Luigi Meciani, Stefano Angeleri e Sergio Montanari) culmina infatti con la retrocessione in Serie C2: nonostante la vittoria all'ultima giornata a Vicenza per 1-0, i risultati delle squadre avversarie condannano il Piacenza a causa della classifica avulsa.

### L'inizio dell'era Garilli
La retrocessione acuisce i problemi societari emersi dopo l'addio di Loschi, e nell'estate 1983 la società viene rilevata dall'ingegner Leonardo Garilli, industriale del metano originario di Piacenza. Il nuovo allenatore è Battista Rota, ex tecnico di Atalanta e Cremonese, che resterà sulla panchina biancorossa per cinque anni.
Il campionato 1983-1984 si chiude con il secondo posto dietro al Pavia, e il conseguente ritorno in Serie C1. Nel campionato successivo il neopromosso Piacenza sfiora la promozione in Serie B giungendo secondo a pari punti con il L.R. Vicenza, alle spalle del Brescia. Lo spareggio, disputato il 15 giugno 1985 allo stadio Artemio Franchi di Firenze, vede la vittoria dei veneti per 3-1 dopo i tempi supplementari. In seguito si scoprirà che il capitano piacentino Gian Filippo Reali, insieme al presidente vicentino Dario Maraschin, era coinvolto nel filone del calcio scommesse emerso nell'estate del 1986, e lo spareggio risulta tra le partite oggetto di combine.

Antonio De Vitis, 120 presenze e 49 gol col Piacenza dal 1991 al 1995.

La promozione tra i cadetti arriva due anni più tardi, al termine del campionato 1986-1987, grazie alle reti del trio d'attacco Madonna-Serioli-Simonetta. Nel 1986 arriva anche la vittoria nella Coppa Anglo-Italiana, battendo in finale per 5-1 il Pontedera di Marcello Lippi. Nella stagione 1987-1988, per la prima volta, la formazione piacentina, rinforzata dal campione del Mondo Claudio Gentile, ottiene la salvezza in Serie B; al termine del campionato Rota lascia la panchina biancorossa.
Per il campionato 1988-1989 viene ingaggiato in panchina Enrico Catuzzi, che viene esonerato nel mese di dicembre 1988 a favore di Attilio Perotti in quello che è il primo cambio di allenatore a campionato in corso avvenuto durante la presidenza di Leonardo Garilli, senza che la squadra riesca ad evitare l'ultimo posto e la retrocessione a fine stagione. Il ritorno in Serie B avviene nel 1991, sotto la guida di Luigi Cagni, allenatore prelevato dalla Centese, e grazie alle 22 reti del capocannoniere del girone Giovanni Cornacchini. Nella stagione successiva Antonio De Vitis sostituisce Cornacchini al centro dell'attacco e con 17 reti contribuisce alla seconda salvezza in Serie B, ottenuta nelle ultime giornate.

### Gli anni della Serie A (1992-2003)

#### IlPiacenza tutto italianodi Leonardo e Stefano Garilli

Il Piacenza della stagione 1992-1993, promosso per la prima volta in Serie A.

Nella stagione 1992-1993, dopo alcune difficoltà iniziali, la squadra allenata dal confermato Cagni lotta per la promozione in Serie A, grazie alle reti di De Vitis, autore di 19 gol. All'ultima giornata il Piacenza vince per 1-0 sul campo del Cosenza con una rete di Fulvio Simonini, conquistando per la prima volta la promozione nella massima serie.
Nella stagione di esordio in Serie A la società sceglie di non acquistare giocatori stranieri, politica che sarà proseguita fino al 2001. L'esordio assoluto nella massima serie avviene il 29 agosto 1993 contro il Torino di Emiliano Mondonico, che vince per 3-0 alla Galleana, mentre la prima vittoria arriva alla quinta giornata, contro il Lecce. Nel corso della stagione la squadra piacentina si mantiene costantemente in zona salvezza, eliminando anche il Milan dalla Coppa Italia, grazie a una rete di Gianpiero Piovani. All'ultima giornata di campionato, tuttavia, la Reggiana, diretta concorrente del Piacenza nella lotta per la salvezza, vince a San Siro contro il Milan, schierato in formazione rimaneggiata, condannando i biancorossi alla retrocessione in Serie B.

Gianpiero Piovani, 341 presenze e 57 reti col Piacenza dal 1990 al 2001

Il ritorno in Serie A è immediato: sotto la guida di Cagni il Piacenza vince il campionato di Serie B 1994-1995, grazie alle 42 reti realizzate dal trio d'attacco composto dai confermati De Vitis e Piovani e da un giovane Filippo Inzaghi, proveniente dal vivaio della società. Al termine della stagione vengono ceduti sia Inzaghi, al Parma, sia il capitano Antonio De Vitis, che passa al Verona dopo quattro stagioni e 49 gol in campionato; la squadra di Cagni, rinforzata da numerosi acquisti, tra cui Nicola Caccia ed Eusebio Di Francesco, ottiene per la prima volta la salvezza nella massima serie con il pareggio per 0-0 ottenuto il 5 maggio 1996 sul campo dell'Udinese. Terminata la stagione, Cagni lascia il Piacenza dopo sei stagioni consecutive e viene sostituito da Bortolo Mutti, mentre Pasquale Luiso prende il posto di Caccia al centro dell'attacco. Dopo un positivo avvio di stagione, culminato con la vittoria per 3-2 sul Milan con rete decisiva di Luiso, in rovesciata, la squadra accusa una flessione di rendimento, aggravata dalla morte improvvisa, il 30 dicembre 1996, del presidente Leonardo Garilli, che viene sostituito alla massima carica societaria dal figlio Stefano. La salvezza arriva solo nelle ultime battute del campionato: il Piacenza conclude il campionato a pari punti con Perugia e Cagliari: gli umbri retrocedono per la classifica avulsa, mentre Piacenza e Cagliari vanno allo spareggio nel quale si impone la formazione di Mutti per 3-1, grazie a una doppietta di Luiso.
Nelle due stagioni successive arrivano altre due salvezze, la prima delle quali sotto la guida di Vincenzo Guerini, che a fine stagione viene sostituito da Giuseppe Materazzi. Nel campionato 1998-1999 il Piacenza di Materazzi mette in mostra un buon calcio, avvalendosi di giocatori esperti come Giovanni Stroppa e il quarantenne Pietro Vierchowod, ingaggiato nel settembre 1997, nonché di giovani del vivaio come Alessandro Lucarelli e Simone Inzaghi, fratello di Filippo, autore di 15 reti in campionato. Ciononostante, la salvezza arriva solamente all'ultima giornata, grazie al pareggio interno nello scontro diretto con la Salernitana. In queste due stagioni vengono ottenuti i migliori piazzamenti nella massima serie (12º posto in entrambe).

Una formazione della stagione 1998-1999

La stagione 1999-2000 registra ancora un cambio in panchina: al posto di Materazzi arriva Luigi Simoni, subito osteggiato dall'ambiente per il suo passato come allenatore della Cremonese, storica rivale dei biancorossi. I risultati negativi ottenuti portano all'esonero di Simoni in gennaio; gli subentrano Daniele Bernazzani e Maurizio Braghin, tecnici del settore giovanile, mentre a livello societario Stefano Garilli lascia la presidenza al fratello Fabrizio. I cambiamenti non sortiscono gli effetti sperati e alla fine i biancorossi chiudono all'ultimo posto; tra i giovani lanciati in questa stagione si segnala il diciottenne Alberto Gilardino.

#### La gestione Fabrizio Garilli

Nicola Caccia, capocannoniere del campionato di Serie B 2000-2001.

Il neo presidente Fabrizio Garilli ingaggia nell'estate 2000 Walter Alfredo Novellino come nuovo allenatore e rinforza la squadra riportando a Piacenza, tra gli altri, l'attaccante Nicola Caccia, che a fine stagione sarà il capocannoniere del campionato cadetto con 23 reti. L'obiettivo della promozione viene raggiunto con due turni di anticipo, il 27 maggio 2001, battendo per 2-1 la Sampdoria degli ex Cagni e Luiso.
Novellino viene riconfermato anche per la stagione successiva, nella quale, per la prima volta, vengono ingaggiati due calciatori stranieri, i brasiliani Matuzalém e Amauri. Viene acquistato anche, dal Brescia, l'attaccante Dario Hübner, che conduce il Piacenza alla salvezza realizzando 24 reti, con le quali si laurea capocannoniere del campionato di massima serie, al pari dello juventino David Trezeguet.

Dario Hübner, capocannoniere del campionato di Serie A 2001-2002.

Nell'estate 2002 le vicende societarie del gruppo Camuzzi Gazometri, controllato dai Garilli, comportano un ridimensionamento delle spese, e Novellino passa alla Sampdoria, sostituito da Andrea Agostinelli. Dopo un positivo avvio di stagione, con due vittorie nelle prime due giornate, la squadra accusa una flessione e in febbraio Agostinelli viene sostituito da Luigi Cagni, di ritorno a Piacenza dopo otto anni. Grazie al cambio di guida tecnica, agli acquisti del mercato di gennaio (Marco Marchionni, Claudio Ferrarese e Davide Baiocco) e alle reti di Hubner, autore di 14 realizzazioni, il Piacenza rimonta in classifica, ma retrocede comunque ad una giornata dal termine con la sconfitta di Parma (3-2). Si chiude con questo campionato l'esperienza degli emiliani in Serie A.

### Dalla Serie A al fallimento
Sulla panchina biancorossa viene confermato Gigi Cagni, per cercare la risalita nell'anomala serie B ampliata a 24 squadre a causa del caso Catania: la squadra, dopo un girone di andata costantemente nelle prime posizioni, accusa un calo di rendimento in primavera e conclude all'ottavo posto, mentre Cagni lascia la panchina a causa di contrasti con la dirigenza. Al suo posto viene ingaggiato Giuseppe Iachini, che rimane a Piacenza per tre stagioni: nelle prime due annate la squadra termina a centroclassifica, e si mettono in luce alcuni giovani come Simone Pepe, arrivato dal Palermo ed autore di 12 reti nel 2004-2005, e Daniele Cacia, prodotto del vivaio, che realizza 18 reti nella stagione 2005-2006. In quest'annata torna anche il derby con la Cremonese, dopo 10 anni di attesa, con i biancorossi che si aggiudicano entrambe le gare per 2-1.
Nella stagione 2006-2007 la squadra, rinnovata da numerosi acquisti tra cui Antonio Nocerino, disputa un campionato di vertice. All'ultima giornata il Piacenza pareggia in casa con la Triestina e chiude al quarto posto, staccato di 10 punti da Genoa e Napoli che pareggiano a loro volta nello scontro diretto; a causa del grande distacco non vengono disputati i play-off e le prime tre classificate vengono promosse direttamente in Serie A.
A fine campionato Iachini lascia la panchina biancorossa e la squadra viene smantellata dalle cessioni di numerosi giocatori-cardine (Coppola, Campagnaro, Nocerino e Cacia). Si susseguono tre campionati in cui l'obiettivo stagionale è la salvezza: il primo vede la panchina affidata prima al duo Gianmarco Remondina-Felice Secondini e poi a Mario Somma, mentre il secondo, la stagione 2008-2009, a Stefano Pioli. Nel campionato 2009-2010, sotto la guida tecnica prima di Fabrizio Castori e poi di Massimo Ficcadenti, la salvezza arriva alla penultima giornata, con la vittoria sul campo del Gallipoli. Nelle ultime due annate si mette in evidenza l'attaccante Davide Moscardelli, autore di 22 reti complessive.
Nella stagione 2010-2011 le difficoltà economiche si accentuano, e la rosa viene costruita puntando su prestiti, giovani e svincolati; ritornano Armando Madonna nelle vesti di allenatore e diversi giocatori degli anni precedenti, tra cui Daniele Cacia. Il rendimento si mantiene alto fino alla primavera 2011, quando si registra una crisi di risultati, legata anche al coinvolgimento di diversi giocatori, tra cui il portiere Mario Cassano ed il difensore Carlo Gervasoni, nello scandalo del calcio italiano del 2011 che porta la squadra ai play-out contro l'AlbinoLeffe. Il doppio pareggio (0-0 al Garilli, 2-2 a Bergamo) comporta la retrocessione in Lega Pro Prima Divisione.
In seguito alla retrocessione, alle difficoltà economiche e alle vicende legate al calcioscommesse, Fabrizio Garilli manifesta l'intenzione di non voler iscrivere il Piacenza a nessun campionato per la stagione 2011-2012. Il 29 giugno, tuttavia, il presidente torna sui propri passi ed iscrive la squadra al campionato di Lega Pro Prima Divisione, avviando nel frattempo trattative per la cessione della società durate per tutta l'estate. Il 28 ottobre il Piacenza viene ufficialmente ceduto ad una cordata rappresentata dall'avvocato Marco Gianfranceschi e comprendente l'imprenditore Luigi Gallo, già coinvolto nei fallimenti di Torino e Venezia, che acquista la squadra tramite la società "Italiana S.r.l.", chiudendo dopo 28 anni l'esperienza della famiglia Garilli alla presidenza del Piacenza.
Il 22 marzo 2012 la società, tornata nel frattempo nelle mani di Garilli a causa delle inadempienze economiche della cordata acquirente, viene ufficialmente dichiarata fallita. Nel frattempo la squadra, allenata da Francesco Monaco e penalizzata di nove punti a causa delle vicende societarie, perde i play-out contro il Prato e retrocede in Lega Pro Seconda Divisione. Il 19 giugno 2012, in mancanza di acquirenti in sede di asta fallimentare, il Piacenza scompare definitivamente; all'asta vengono rilevati solamente il marchio, il sito web e il materiale tecnico e sportivo dal comitato “Salva Piace”, associazione di tifosi presieduta dall'ex sindaco di Piacenza Roberto Reggi.

### Dopo il fallimento: Lupa Piacenza e Piacenza Calcio 1919
All'inizio di luglio il Comitato Salva Piace, dopo una votazione tra i propri membri e i tifosi, cede il marchio e i beni immateriali acquisiti all'asta alla LibertasSpes, squadra cittadina neopromossa in Eccellenza Emilia-Romagna. Il marchio del Piacenza viene affittato per quattro anni alla società, che modifica la denominazione in S.S.D. Lupa Piacenza, proponendosi de facto come erede della società fallita.
La squadra viene affidata a Carlo Sozzi, già allenatore della LibertasSpes, poi esonerato il 3 settembre 2012 a seguito della sconfitta con il Fiorenzuola in Coppa Italia. Lo sostituisce William Viali, ex giocatore ed allenatore del Fiorenzuola, che era alla guida degli Allievi Nazionali del Parma. Il 28 aprile 2013 la squadra batte il Colorno per 2-1 e ottiene la promozione in Serie D con due giornate di anticipo.
A fine stagione la società modifica la propria denominazione in S.S.D. Piacenza Calcio 1919, a seguito di un sondaggio tra i tifosi condotto dal quotidiano piacentino Libertà. Per la stagione 2013-2014 il Piacenza viene inserito nel girone B della Serie D, lo stesso dell'altra compagine cittadina, il Pro Piacenza. Il 29 ottobre 2013, a seguito di un negativo avvio di stagione, Viali viene sostituito da Roberto Venturato, salvo poi tornare sulla panchina emiliana l'8 gennaio successivo. Il Piacenza conclude la stagione al terzo posto a pari punti con la seconda classificata Olginatese, che lo sopravanza per differenza reti, e disputa il primo turno di playoff, ma viene subito eliminato dal Seregno. A fine stagione l'allenatore Viali lascia la squadra, e il 16 giugno 2014 viene sostituito da Francesco Monaco, che torna sulla panchina del Piacenza dopo il fallimento della vecchia società. Il 4 gennaio 2015, dopo un'ennesima sconfitta della squadra, Monaco viene esonerato e sostituito da Luciano De Paola, che era già stato contattato dalla società in estate. Il Piacenza finisce la stagione al quarto posto a pari punti con la terza classificata Correggese che lo sopravanza per differenza reti. Al secondo turno dei play-off batte l'Este, ma viene fermato al terzo turno dal Delta Porto Tolle. Dopo l'addio di De Paola, il 14 giugno 2015 l'ex allenatore del Pro Piacenza Arnaldo Franzini viene nominato nuovo tecnico, e porta la squadra alla promozione in Lega Pro con sei giornate di anticipo sulla conclusione del campionato. L'8 maggio 2016, all'ultima giornata di campionato, il Piacenza stabilisce il record assoluto di punti della storia della Serie D nonché il maggior numero di vittorie; successivamente partecipa alla Poule Scudetto per l'assegnazione del titolo di campioni d'Italia di Serie D nella quale i biancorossi riescono ad arrivare alla finale, disputata in campo neutro a Viareggio contro la Viterbese, la quale vince la partita per 2-1.

### Il ritorno nei professionisti
Con il passaggio nei professionisti la società muta la sua ragione sociale in Piacenza Calcio 1919 S.r.l.. I biancorossi concludono al 6º posto e si qualificano per i play-off per la Serie B, nei quali arrivano fino agli ottavi di finale, venendo poi eliminati dal Parma, al termine di un campionato che ha anche visto due trionfi su due dei biancorossi nel derby del Po contro la Cremonese, il quarto nella storia di questa partita. L'anno successivo la squadra mantiene un andamento simile al precedente, terminando la stagione regolare all'ottavo posto e venendo eliminata ancora agli ottavi di finale nei play-off. Nella stagione 2018-2019, il Piacenza chiude secondo nel girone A della Lega Pro, dietro di un solo punto alla Virtus Entella. Nei play-off il Piacenza batte 0-2 l'Imolese in trasferta, perdendo poi per 2-1 al Garilli, risultato che comunque garantisce l'accesso alla finale; contro il Trapani il Piacenza pareggia 0-0 in casa e perde 2-0 in Sicilia, mancando così la promozione in Serie B. Nell'annata 2019-2020, interrotta in anticipo a causa della pandemia di COVID-19, vede la squadra conquistare sul campo l'accesso ai play-off, ai quali tuttavia rinuncia per la difficoltà a rispettare il protocollo definito da lega e federazione.
Nel giugno 2020 la società viene ceduta dalla famiglia Gatti a Roberto Pighi, che contestualmente assume la carica di presidente. Sotto la nuova proprietà viene modificato l'organigramma tecnico con le nomine di Simone Di Battista a direttore sportivo e di Vincenzo Manzo ad allenatore e viene attuata una politica di riduzione dei costi con la rescissione dei contratti più onerosi e l'acquisto di diversi giocatori alla prima esperienza tra i professionisti. Il 25 gennaio 2021, con la squadra penultima in classifica, vengono esonerati sia Di Battista che Manzo, sostituito da Cristiano Scazzola, sotto la cui gestione la squadra riesce a recuperare alcune posizioni e ottenere la salvezza diretta alla penultima giornata.
Nella stagione 2021-2022 il Piacenza, sotto la guida del confermato Scazzola, conclude il campionato al nono posto, ottenendo l'accesso ai play-off promozione, nei quali viene eliminato al primo turno dalla Juventus U23, che passa il turno grazie al miglior piazzamento in regular season. L'anno successivo Scazzola è sostituito da Manuel Scalise, allenatore proveniente dalla Caronnese e all'esordio tra i professionisti. Il 2 ottobre 2022, dopo la sconfitta per 3-1 sul campo del Sangiuliano City, Scalise viene esonerato con la squadra che occupa l'ultima posizione in classifica. Il giorno successivo viene annunciato dalla società il ritorno sulla panchina di Cristiano Scazzola. Parallelamente, avvengono anche cambi a livello societario, con il ritorno di Luca Matteassi nelle vesti di direttore sportivo, avvenuto in contemporanea con il cambio di guida tecnica e, nel successivo mese di dicembre, con le dimissioni del direttore generale Scianò. Il 18 febbraio, successivamente alla sconfitta per 3-2 sul campo del Renate, Scazzola viene esonerato, con la squadra al penultimo posto in campionato, e sostituito, il giorno seguente, dal tecnico della Primavera Matteo Abbate il quale non riesce a evitare la retrocessione in Serie D, che arriva all'ultima giornata di campionato.

### La nuova discesa in Serie D
Nella stagione 2023-2024 i biancorossi, allenati inizialmente da Massimo Maccarone, poi esonerato in favore di Stefano Rossini, sfiorano il ritorno immediato nei professionisti chiudendo il campionato al secondo posto alle spalle del promosso Caldiero, dopo essere rimasti in lotta con i veneti fino all'ultima giornata di campionato. La stagione 2024-2025 vede invece il Piacenza, pur partito inizialmente con l'obiettivo della promozione in Serie C, impegnato nella lotta per evitare la retrocessione, obiettivo che viene raggiunto alla penultima giornata di campionato.

## Colori e simboli

### Colori
I colori sociali del Piacenza, fin dalla fondazione, sono il bianco e il rosso, che richiamano il gonfalone cittadino. La maglia utilizzata nelle partite casalinghe è tradizionalmente rossa, con bordature e colletto bianchi; nel corso degli anni sessanta, tuttavia, sono state spesso utilizzate casacche bianche con banda diagonale rossa. La seconda maglia è invece bianca con bordature rosse, mentre la terza maglia è stata blu (negli anni novanta) e successivamente nera, con bordi e scritte bianche.

### Simboli ufficiali

#### Stemma
Dopo aver inizialmente adottato uno stemma richiamante l'emblema cittadino (dado bianco su fondo rosso), negli anni settanta è stato utilizzato un logo con pallone a scacchi bianchi e rossi con lettera "P" in giallo. Nei primi anni della presidenza di Leonardo Garilli è entrato in uso lo stemma rappresentante una lupa bianca su fondo rosso, che rimanda alla lupa capitolina presente nell'emblema della città.

#### Inno
Il Piacenza non ha mai avuto un vero e proprio inno, pur adottando in più occasioni brani musicali legati a singoli eventi sportivi (come la promozione in Serie B nel 1975 e quella in Serie A nel 1993). Nel 1995 la cantante piacentina Fiordaliso ha inciso il brano Dichiarazione d'amore (su testo di Umberto Smaila), in occasione della seconda promozione nella massima serie; tuttavia la canzone non ha attecchito nell'uso comune come inno ufficiale della squadra.
Dopo il fallimento, dall'ottobre 2012 la nuova società ha adottato come inno la canzone in dialetto piacentino T'al dig in piaśintein, scritta da Gianni Levoni e interpretata da Gianna Casella, cantante dialettale prematuramente scomparsa pochi giorni prima.

## Strutture

### Stadio
Il Piacenza ha disputato le proprie partite interne dapprima sul campo situato presso Barriera Cavallotti (solo per la stagione 1919-1920), e successivamente, fino al 1969, allo stadio Comunale, chiamato anche Stadio del Littorio in epoca fascista oppure, informalmente, Barriera Genova, essendo posizionato vicino ad una delle antiche porte daziarie della città. L'impianto, progressivamente ampliato e perfezionato fino al 1967, presentava diversi problemi relativi a una capienza ridotta, all'accessibilità (soprattutto dopo gli anni del boom edilizio) e alle cattive condizioni del terreno di gioco. Pertanto, dopo la promozione in Serie B del 1969, fu edificato il nuovo stadio Comunale, conosciuto anche come Galleana.
Dotato di una capienza iniziale di 12 000 posti, presenta una pista di atletica ad anello che distanzia notevolmente le tribune dal campo. Nel 1993, dopo la promozione in Serie A, fu ampliato passando alla capienza di 21 600 posti, con la costruzione di rialzi per le due curve e per la tribuna popolare denominata rettilineo. Nel 1997, dopo la morte di Leonardo Garilli, l'impianto è stato intitolato ufficialmente allo scomparso presidente della società.

## Società

### Organigramma societario
Organigramma societario tratto dal sito ufficiale.
- Marco Polenghi - Presidente
- Eugenio Rigolli - Vice Presidente
- Francesco Fiorani - Direttore Generale
- Antonio De Vitis - Direttore Tecnico
- Carlo Maria Zerminiani - Direttore Sportivo
- Antonio De Vitis- Direttore Settore Giovanile
- Francesco Guareschi - Responsabile Settore Giovanile
- Settimio Lucci- Responsabile Area Metodologica
- Gianluca Chierici- Responsabile Attività di Base
- Aldin Macak - Responsabile Organizzativo
- Federico Peano - Segretario Generale
- Renato Grella - Team Manager
- Viola Doddi - Marketing & SLO

### Sponsor
A partire dalla stagione 1981-1982 viene adottata una sponsorizzazione: la prima fu quella dell'azienda piacentina Astra, seguita poi dalla De Rica e per oltre un decennio dalla Cassa di Risparmio di Parma e Piacenza. Nel campionato di Serie A 1997-1998 la maglia è stata interamente rossa e priva di scritte, mentre a partire dal campionato successivo e fino al 2001 ha adottato uno sponsor per le partite casalinghe (Copra) e uno per quelle esterne (Dac).
A partire dalla stagione 2003-2004 e fino al 2011 il Piacenza ha recato sulle proprie maglie il logo dell'Unicef, cui devolveva il 7,5% degli incassi e degli attivi societari. Nella stagione 2012-2013 la partnership fu confermata anche dalla nuova società. 
| Cronologia degli sponsor - 1981-1983 Astra - 1983-1985 De Rica - 1985-1987 Cassa di Risparmio di Piacenza - 1987-1993 Cassa di Risparmio di Piacenza e Vigevano - 1993-1997 Cassa di Risparmio di Parma e Piacenza - 1997-1998 senza sponsor - 1998-2001 Copra (partite in casa)-DAC (partite in trasferta) - 2001-2002 Publitel - 2002-2003 Lpr - 2003-2011 Unicef - 2011-2012 Lpr, Unicef - 2012-2013 Copra Elior, Unicef - 2013-2014 Lpr (e marchi associati), Unicef, Banca Centropadana, Rossetti Market - 2014-2015 Lpr, L’altro Village, Unicef, Banca Centropadana, Rossetti Market, LTP - 2015-2017 Lpr, L’altro Village, Unicef, Banca Centropadana, LTP, Steel - 2017-2020 Lpr, L’altro Village, Polenghi, LTP, Steel - 2020- Lpr, Banca di Piacenza, Polenghi, Guglielmetti Interior, Steel, B&C Costruzioni di Battini | Cronologia degli sponsor tecnici - 1984-1986 nr - 1986-1988 Dafra - 1988-1989 Dalsport74 - 1989-1997 ABM - 1997-2005 Lotto - 2005-2025 Macron - 2025- EYE Sport |

## Allenatori e presidenti
- 1919-1920  Commissione tecnica
- 1920-1921  Commissione tecnica: Antoniazzi, Bertolini e Enrico Triscornia
- 1921-1922  Commissione tecnica
- 1922-1923  Emil Hinkó
- 1923-1925  Commissione tecnica
- 1925-1926  Commissione tecnica: Ernesto Bordi presidente, poi Piero Gazzola
- 1926-1927  Commissione tecnica
- 1927-1929  Francesco Mattuteia
- 1929-1932  Commissione tecnica
- 1932-1933  Commissione tecnica (1ª-?ª)
 Armand Halmos (?ª-26ª)
- 1933-1938  Carlo Corna
- 1938-1939  Guglielmo Zanasi
- 1939-1940  Alberto Dotti
- 1940-1941  Commissione tecnica: Ernesto Bertocchi, Alfredo Massari, Antonio Rossetti
- 1941-1942  Angelo Arcari
- 1942-1943  Commissione tecnica: Ernesto Bertocchi, Alfredo Massari, Alfredo Tarantola
- 1943-1944  Dante Germagnoli
- 1945-1946  Sandro Puppo (1ª-?ª)
 Renato Bodini (?ª-22ª)
- 1946-1947  Giuseppe Marchi
- 1947-1948  Italo Rossi
- 1948-1949  Antonio Benassi (1ª-8ª)
 Enzo Melandri (9ª-15ª)
 Giuseppe Marchi (16ª-42ª)
- 1949-1950  Bruno Barbieri
- 1950-1951  Bruno Barbieri (1ª-17ª)
 János Neu (18ª-38ª)
- 1951-1952  Mariano Tansini
- 1952-1953  Mariano Tansini (1ª-21ª)
 Guglielmo Trevisan (22ª-26ª)
 Bruno Arcari (27ª-34ª)
- 1953-1954  Attilio Kossovel
- 1954-1955  Attilio Kossovel (1ª-17ª)
 Giuseppe Antonini (18ª-34ª)
- 1955-1957  Ercole Bodini
- 1957-1958  Oreste Barale (1ª-15ª)
 Sergio Rampini (16ª-30ª)
- 1958-1959  Sergio Rampini (1ª-19ª)
 Alfredo Notti (20ª-32ª)
 Sergio Rampini (33ª-40ª)
- 1959-1960  Július Korostelev
- 1960-1961  Július Korostelev (1ª-21ª)
 Dario Cozzani (22ª-30ª)
 Sergio Rampini (31ª-34ª)
- 1961-1963  Ivano Corghi
- 1963-1965  Francesco Meregalli
- 1965-1966  Enrico Radio
- 1966-1967  Sandro Puppo
- 1967-1968  Sandro Puppo (1ª-5ª)
 Leo Zavatti (6ª-38ª)
- 1968-1969  Alberto Molina
- 1969-1970  Enrico Radio (1ª-15ª)
 Bruno Arcari (16ª-38ª)
- 1970-1971  Bruno Arcari (1ª-26ª)
 Angelo Franzosi (27ª-38ª)
- 1971-1972  Alberto Molina (1ª-17ª)
 Angelo Franzosi e  Giancarlo Cella (18ª-38ª)
- 1972-1974  Giancarlo Cella
- 1974-1976  Giovan Battista Fabbri
- 1976-1977  Giovanni Invernizzi (1ª-12ª)
 Ezio Galbiati (13ª-38ª)
- 1977-1978  Ezio Galbiati (1ª-29ª)
 Sergio Montanari (30ª-38ª)
- 1978-1979  Bruno Fornasaro
- 1979-1980  Bruno Fornasaro (1ª-13ª)
 Romano Mattè (14ª-34ª)
- 1980-1981  Giacomo Losi (1ª-17ª)
 Bruno Fornasaro (18ª-34ª)
- 1981-1982  Bruno Fornasaro (1ª-5ª)
 Sergio Montanari (6ª)
 Pier Luigi Meciani (7ª-34ª)
- 1982-1983  Pier Luigi Meciani (1ª-10ª) 
 Stefano Angeleri (11ª-28ª)
 Sergio Montanari (29ª-34ª)
- 1983-1988  Battista Rota
- 1988-1989  Enrico Catuzzi (1ª-16ª) 
 Attilio Perotti (17ª-38ª)
- 1989-1990  Giorgio Rumignani
- 1990-1996  Luigi Cagni
- 1996-1997  Bortolo Mutti
- 1997-1998  Vincenzo Guerini
- 1998-1999  Giuseppe Materazzi
- 1999-2000  Luigi Simoni (1ª-16ª) 
 Maurizio Braghin (17ª)
 Daniele Bernazzani e  Maurizio Braghin (18ª-34ª)
- 2000-2002  Walter Novellino
- 2002-2003  Andrea Agostinelli (1ª-19ª)
 Luigi Cagni (20ª-34ª)
- 2003-2004  Luigi Cagni
- 2004-2007  Giuseppe Iachini
- 2007-2008  Felice Secondini e  Gian Marco Remondina (1ª-10ª) 
 Mario Somma (11ª-42ª)
- 2008-2009  Stefano Pioli
- 2009-2010  Fabrizio Castori (1ª-13ª) 
 Massimo Ficcadenti (14ª-42ª)
- 2010-2011  Armando Madonna
- 2011-2012  Massimo Cerri (giu.-ago.) 
 Francesco Monaco (1ª-34ª e play-out)
- 2012-2013  Carlo Sozzi (giu.-set.) 
 William Viali (1ª-34ª e play-off)
- 2013-2014  William Viali (1ª-9ª) 
 Roberto Venturato (10ª-18ª)
 William Viali (19ª-34ª e play-off)
- 2014-2015  Francesco Monaco (1ª-19ª) 
 Luciano De Paola (20ª-38ª)
- 2015-2020  Arnaldo Franzini
- 2020-2021  Vincenzo Manzo (1ª-20ª) 
 Cristiano Scazzola (21ª-38ª)
- 2021-2022  Cristiano Scazzola
- 2022-2023  Manuel Scalise (1ª-6ª)
 Cristiano Scazzola (7ª-28ª)
 Matteo Abbate (29ª-38ª)
- 2023-2024  Massimo Maccarone (1ª-11ª)
 Stefano Rossini (12ª-38ª e play-off)
- 2024-2025  Stefano Rossini (1ª-5ª)
 Carmine Parlato (6ª-12ª)
 Simone Bentivoglio (nov.)
 Stefano Rossini (13ª-34ª)

- 1919-1920  Giovanni Dosi
 Ettore Baroni
- 1920-1921  Gaetano Grandi
- 1921-1922  Gaetano Grandi
 Enrico Ortalli
- 1922-1923  Agostino Baldini
- 1923-1924  Max Fioruzzi
- 1924-1925  Pierino Gazzola
- 1925-1926  Ernesto Dotti
 Max Fioruzzi
- 1926-1927  Giuseppe Steiner
- 1927-1928  Vincenzo Bertolini
- 1928-1929  Giuseppe Steiner
 Ernesto Bordi[N1 1]
- 1929-1930  Giuseppe Laneri[N1 1]
 Aldo Angrisani
- 1930-1931  Vincenzo Bertolini
- 1931-1932  Franco Montemartini
- 1932-1933  Giuseppe Laneri
- 1933-1934  Attilio Moschiari
- 1934-1935  Eugenio Bertini
 Luigi Tosca
- 1935-1936  Luigi Tosca
- 1936-1937  Luigi Tosca
 Augusto Orsi
- 1937-1938  Augusto Orsi
- 1938-1940  Ugo Ozzola
- 1940-1941  Giuseppe Bobbi
- 1941-1942  Remo Pecci
- 1942-1943  Agostino Rusconi
- 1943-1944  Dante Germagnoli[N1 1]
- 1945-1946  Giovanni Veneziani[N1 1]
 Giorgio Bizzio
- 1946-1947  Giorgio Bizzio
- 1947-1948  Andrea Leonardi[N1 1]
 Vincenzo Bordignon
- 1948-1949  Vincenzo Bordignon
 Gino Rossi[N1 1]
 Giuseppe Tacchinardi
 Mario Bergomi[N1 1]
 Paolo Nucci
- 1949-1950  Romolo Moizo
- 1950-1951  Giorgio Bizzio
- 1951-1954  Gaetano Grandi
- 1954-1956  Aldo Albonetti
- 1956-1957  Arturo Bosi[N1 1]
 Augusto Savi
- 1957-1958  Roberto Gentilotti[N1 1]
 Agostino Cannizzaro[N1 1]
- 1958-1960  Giuseppe Laneri
- 1960-1962  Giovanni Gallinari
- 1962-1963  Enzio Egalini
- 1963-1964  Enzo Bertuzzi
- 1964-1965  Enzo Bertuzzi
 Luigi Loschi
- 1965-1971  Vincenzo Romagnoli
- 1971-1972  Vincenzo Romagnoli
 Luigi Loschi
- 1972-1980  Luigi Loschi
- 1980-1982  Gian Mario Mori
- 1982-1983  Luciano Angelini
- 1983-1996  Leonardo Garilli
- 1996-1997  Leonardo Garilli
 Stefano Garilli
- 1997-1999  Stefano Garilli
- 1999-2000  Stefano Garilli
 Fabrizio Garilli
- 2000-2012  Fabrizio Garilli
- 2012-2020  Marco Gatti
- 2020-2023  Roberto Pighi
- 2023-  Marco Polenghi

1. 1 2 3 4 5 6 7 8 9 10  Commissario.

## Palmarès

### Competizioni internazionali
- Coppa Anglo-Italiana: 1

1986

### Competizioni giovanili
- Campionato Nazionale Under-15: 1

2018-2019 (Serie C)

### Altre competizioni
- Serie B: 1

1994-1995
- Serie C: 2

1968-1969 (girone A), 1974-1975 (girone A)
- Serie C1: 2

1986-1987 (girone A), 1990-1991 (girone A)
- Serie D: 2

1963-1964 (girone B), 2015-2016 (girone B)
- Seconda Divisione: 1

1927-1928 (girone D)
- Eccellenza: 1

2012-2013 (girone A)
- Promozione: 1

1919-1920 (Emilia)

### Onorificenze
- Stella d'oro al Merito Sportivo

1975

## Statistiche e record[137]

### Partecipazione ai campionati
| Livello | Categoria                                   | Partecipazioni | Debutto   | Ultima stagione | Totale |
| ------- | ------------------------------------------- | -------------- | --------- | --------------- | ------ |
| 1º      | Serie A                                     | 8              | 1993-1994 | 2002-2003       | 8      |
| 2º      | Seconda Divisione                           | 4              | 1922-1923 | 1925-1926       | 22     |
| 2º      | Serie B                                     | 18             | 1946-1947 | 2010-2011       | 22     |
| 3º      | Seconda Divisione                           | 2              | 1926-1927 | 1927-1928       | 59     |
| 3º      | Prima Divisione                             | 7              | 1928-1929 | 1934-1935       | 59     |
| 3º      | Serie B-C Alta Italia                       | 1              | 1945-1946 | 1945-1946       | 59     |
| 3º      | Serie C                                     | 38             | 1935-1936 | 2022-2023       | 59     |
| 3º      | Serie C1                                    | 11             | 1978-1979 | 2011-2012       | 59     |
| 4º      | IV Serie                                    | 1              | 1956-1957 | 1956-1957       | 10     |
| 4º      | Campionato Interregionale - Prima Categoria | 1              | 1957-1958 | 1957-1958       | 10     |
| 4º      | Serie D                                     | 7              | 1961-1962 | 2024-2025       | 10     |
| 4º      | Serie C2                                    | 1              | 1983-1984 | 1983-1984       | 10     |
| 5º      | Serie D                                     | 1              | 2013-2014 | 2013-2014       | 1      |

In 99 stagioni trascorse disputando i campionati delle leghe calcistiche nazionali della FIGC attuali e passate: la Lega Calcio, la Lega Serie B, la Lega Pro, la Lega di IV Serie, la Lega Alta Italia, il DDS, il DDIN, la Lega Nord, la Lega Nazionale Dilettanti. Dal conteggio è dunque escluso il torneo di Eccellenza 2012-2013 in quanto campionato organizzato su base regionale. Nei suoi primi tre anni di attività il Piacenza partecipò ad altrettanti campionati organizzati dal Comitato Regionale Emiliano: la Promozione 1919-1920 e poi i due tornei di Prima Categoria 1920-1921 e 1921-1922.

### Statistiche di squadra
Vittoria con più largo scarto
- Piacenza-Faenza 8-0 (1D 1930-1931)
- Piacenza-Fanfulla 8-0 (1D 1931-1932)
- Piacenza-Carrarese 8-0 (C 1953-1954)

Vittoria con il maggior numero di gol segnati
- Piacenza-Lecco 9-4 (C 1955-1956)

Sconfitta con più largo scarto
- Crema-Piacenza 10-1 (2D 1926-1927)

Pareggio con maggior numero di gol
- Piacenza-Abbiategrasso 4-4 (C 1941-1942)
- Piacenza-Genoa 4-4 (B 2003-2004)

Maggior numero di gol segnati complessivamente in un incontro
- Piacenza-Lecco 9-4 (C 1955-1956)

Il Piacenza ha la 42ª miglior tradizione sportiva sui 65 club che hanno giocato in A.

### Statistiche individuali
| Record di presenze - 385 Gianpiero Piovani - 293 Giuseppe Cella - 276 Ottavio Favari - 263 Luigi Riccio - 246 Daniele Moretti - 231 Francesco Fiorani - 229 Dante Ravani - 223 Ernesto Cesena - 218 Alberto Galandini - 214 Settimio Lucci | Record di reti - 104 Giuseppe Cella - 72 Antonio Rossetti - 69 Gianpiero Piovani - 59 Daniele Cacia - 59 Armando Madonna - 59 Giovanni Gaddoni - 53 Mario Bernetti - 52 Angiolo Bonistalli - 52 Alberto Galandini - 52 Antonio De Vitis |

## Tifoseria

### Storia
Dopo un periodo iniziale in gradinata (settore distinti) dal 1974 e in Curva Sud dal 1976, i gruppi organizzati della tifoseria piacentina prendono posto definitivamente nella Curva Nord dello stadio Galleana dal 1981. Alcuni dei gruppi più famosi sono stati la Sparuta Presenza, la Legione Gotica, gli Official Supporters, il Commando Ultras, i Tumulten Brigade 1992, i Nasty Boys Alseno, la Brigata Farnese, i Ragazzi dell'Infrangibile e i Fedelissimi Piacenza. A partire dal 2001 il tifo organizzato facente riferimento alla curva viene progressivamente decimato da diffide, che portano alla disgregazione di molti gruppi organizzati.

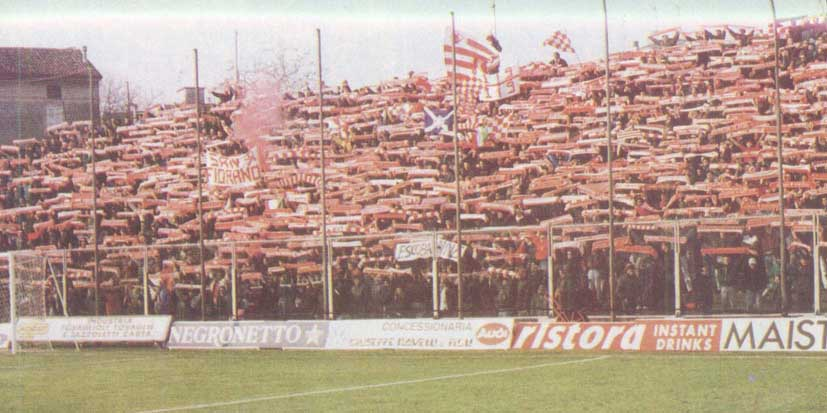
I tifosi del Piacenza a Cremona per il Derby del Po del 1993-1994

Contestualmente si verifica un brusco calo di presenze allo stadio, che avevano toccato un massimo di 14 658 spettatori di media nel campionato di Serie A 1993-1994, il primo disputato dalla squadra emiliana nella massima serie. Nella stagione 2002-2003 la media scende sotto i diecimila spettatori a partita, fino a raggiungere un minimo di 1 978 spettatori nel campionato 2011-2012.

Gli ultras piacentini negli anni ottanta

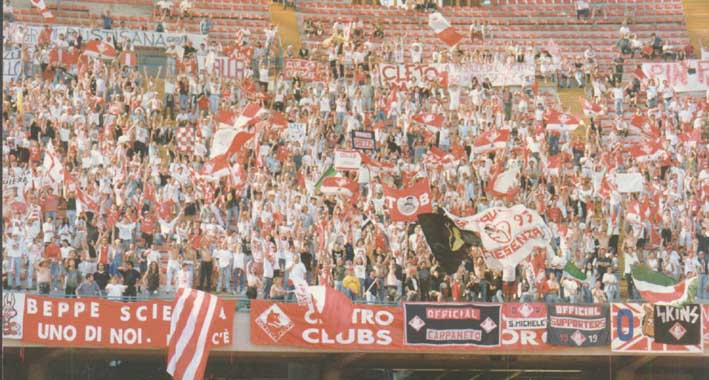
La tifoseria piacentina in trasferta a Napoli per lo spareggio salvezza contro il Cagliari nel campionato di Serie A 1996-1997

A seguito della scomparsa del Piacenza avvenuta nell'estate 2012, la tifoseria si spacca tra chi decide di seguire la nuova società, a cui viene concesso il marchio della vecchia società fallita e radiata, e chi decide di non supportare questa realtà calcistica, non considerandola erede della plurinovantennale storia del club. Nella stagione 2012-2013 si registra una media di circa 1 500 spettatori, ponendo l'affluenza su livelli prossimi a quelli dei campionati di Lega Pro Prima Divisione.

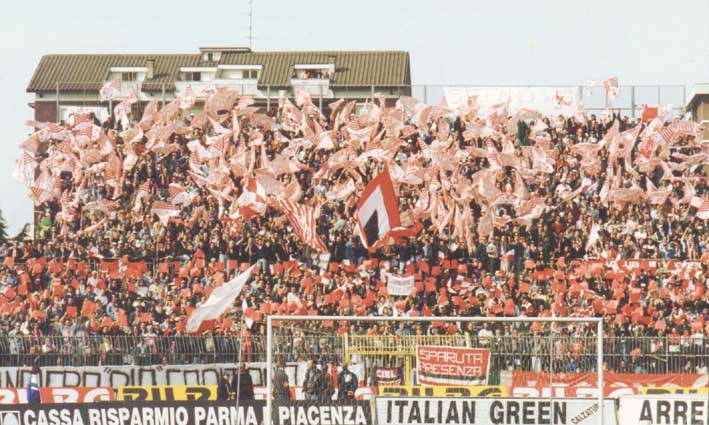
Ultras piacentini nella partita disputata contro il Milan nella stagione 1995-1996

### Gemellaggi e rivalità
La tifoseria piacentina, orientata politicamente a destra, è storicamente gemellata con quella della Pergolettese; tale gemellaggio è nato a causa della comune inimicizia sportiva verso la Cremonese, a sua volta originata da un condiviso antagonismo campanilista nei confronti della città di Cremona. Altri gemellaggi son quelli che legano i piacentini con le tifoserie di Viterbese e Fortitudo Bologna. Tra gli anni ottanta e l'inizio degli anni novanta del Novecento esistevano gemellaggi tra la curva del Piacenza e quelle del Modena e del Parma; e dalla metà di quel decennio con gli juventini, legame rotto all'inizio degli anni duemila. Vigono infine rapporti di amicizia con le tifoserie del Sassuolo e del Bologna. 

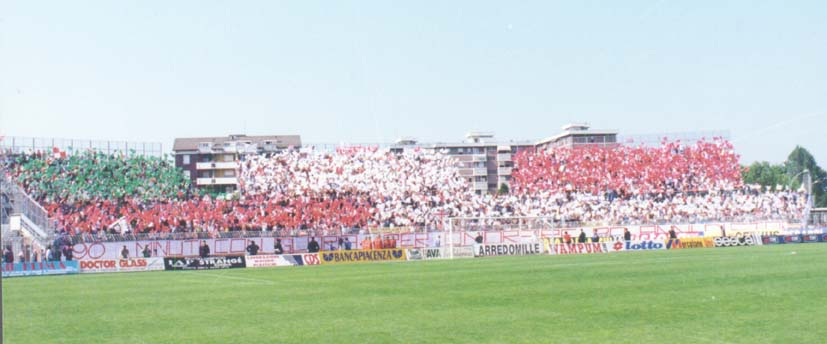
La curva piacentina durante Piacenza-Salernitana del campionato di Serie A 1998-1999

La rivalità più accesa e storica è quella con la Cremonese, con la quale si disputa il cosiddetto Derby del Po; altre rivalità molto sentite si hanno con Reggiana e L.R. Vicenza, a causa dei fatti legati allo spareggio-promozione del 1985 ed al gemellaggio tra le tifoserie delle ultime tre squadre citate. Ulteriori forti antipatie separano i tifosi piacentini da quelli del Pavia, del Mantova, del Como e del Parma contro il quale si disputa il cosiddetto Derby del Ducato. Attriti che sono sfociati in tafferugli, non sempre occasionali, si sono registrati anche con le tifoserie di Brescia, Milan (a causa del controverso epilogo del campionato 1993-1994), Torino, Rimini, Lecco, Prato, Legnano, Alessandria, Sampdoria e Pisa.

## Organico

### Rosa 2024-2025
Rosa aggiornata al 24 ottobre 2023.
| N. |                   | Ruolo | Calciatore         |
| -- | ----------------- | ----- | ------------------ |
| 1  | Italia (bandiera) | P     | Christian Maianti  |
| 2  | Italia (bandiera) | D     | Luca Canale        |
| 3  | Italia (bandiera) | D     | Nicola Santella    |
| 4  | Italia (bandiera) | D     | Riccardo Del Dotto |
| 5  | Italia (bandiera) | D     | Kevin Tortelli     |
| 6  | Italia (bandiera) | C     | Luca Boffini       |
| 7  | Italia (bandiera) | A     | Filippo Artioli    |
| 8  | Italia (bandiera) | C     | Nicola Andreoli    |
| 9  | Italia (bandiera) | A     | Giorgio Recino     |
| 10 | Italia (bandiera) | C     | Mattia Corradi     |
| 11 | Italia (bandiera) | C     | Andrea Zini        |
| 12 | Italia (bandiera) | P     | Luca Moro          |
| 16 | Italia (bandiera) | C     | Matteo Gerbaudo    |

| N. |                    | Ruolo | Calciatore              |
| -- | ------------------ | ----- | ----------------------- |
| 18 | Senegal (bandiera) | A     | Moussa Seck Ndoye       |
| 19 | Italia (bandiera)  | A     | Matteo Russo            |
| 21 | Italia (bandiera)  | C     | Giorgio Bachini         |
| 24 | Italia (bandiera)  | D     | Simone Iob              |
| 28 | Italia (bandiera)  | D     | Jacopo Silva (capitano) |
| 31 | Italia (bandiera)  | C     | Stefano D'Agostino      |
| 36 | Italia (bandiera)  | D     | Nicolò Berton           |
| 55 | Italia (bandiera)  | D     | Noah Baudouin           |
| 72 | Italia (bandiera)  | A     | Darian Hrom             |
| 74 | Italia (bandiera)  | C     | Domenico Chiricosta     |
| 77 | Italia (bandiera)  | C     | Gabriele Kernezo        |
| 97 | Italia (bandiera)  | C     | Edi Castro              |
| 98 | Italia (bandiera)  | P     | Thomas Charles Galletti |

### Staff tecnico
Staff tecnico.
- Stefano Rossini - Allenatore
- Filippo Porcari - Vice allenatore
- Simone Bottitta - Match analyst
- carica vacante - Preparatore portieri
- carica vacante - Preparatore atletico
- Antonio De Vitis - Direttore tecnico
- Federico Rossi - Recupero infortunati
- Augusto Giorgi - Mental coach
- Carlo Segalini - Responsabile Sanitario
- Andrea Carolina Striglio - Nutrizionista
- Paolo Fumi - Fisioterapista
- Davide Garilli - Fisioterapista
- Roberto Labò - Osteopata
- Renato Grella - Team manager